# Tampó TBE
El TBE, o Tris/Borat/EDTA, és una solució tampó que conté una mescla de base Tris, àcid bòric i EDTA.
En biologia molecular, els tampons TBE i TAE s'empren normalment en processos en què s'utilitzen àcids nucleics, el més comuns dels quals és l'electroforesi. Les solucions Tris-àcid són tamponants efectius per a condicions lleugerament bàsiques, que mantenen l'ADN desprotonat i soluble en aigua. L'EDTA és un quelador de cations divalents, particularment del magnesi (Mg2+). Com que aquests ions són co-factors necessaris per a molts enzims, incloent-hi les nucleases contaminants, el paper de l'EDTA és el de protegir els àcids nucleics contra la degradació enzimàtica. Però com que el magnesi també és un cofactor per a molts enzims útils de modificació de l'ADN, com els enzims de restricció i les polimerases de l'ADN, la seva concentració als tampons TBE i el TAE normalment es manté baixa (típicament al voltant d'1 mM).
També existeixen substituts per al TBE i el TAE a l'electroforesi, descoberts més recentment.